# 臺灣日治時期行政區劃
台灣日治時期的行政區劃，指台灣於1895年至1945年間的地方行政區劃，從最初的三縣一廳到最後的五州三廳，共經歷十次的更動，大致可分為縣治時期、廳制時期和州制時期。其中尤其以1920年後州廳制持續的時間最長，亦超過日治時期一半的時間，在相當程度上影響了台灣戰後時期的行政區劃。
另外，隨著1920年州郡街庄的新地名規劃與命名，部分台灣舊地名也隨之更動。例打狗→高雄（今高雄市區）、阿緱→屏東（今屏東縣屏東市）、錫口→松山（今臺北市松山區）、枋橋→板橋（今新北市板橋區）、阿公店→岡山（今高雄市岡山區）、媽宮→馬公（今澎湖縣馬公市）等，多數使用迄今。

## 各時期行政區劃分
日治初期於1898年前，由於抗日活動頻繁，為了穩定統治的需要，台灣行政區劃變化相當頻繁。在縣制時期的7年間即變更了7次。隨著抗日活動趨減，以及土地調查事業的進行，台灣的地方行政區劃逐漸底定。
| 時期      | 時期      | 縣制時期              | 縣制時期                | 縣制時期                | 縣制時期              | 縣制時期              | 縣制時期              | 縣制時期                | 廳制時期                | 廳制時期                | 州制時期              | 州制時期                |
| 時期      | 時期      | 三縣一廳              | 一縣二民政支部一廳      | 一縣二民政支部一廳      | 三縣一廳              | 六縣三廳              | 三縣三廳              | 三縣四廳                | 二十廳                  | 十二廳                  | 五州二廳              | 五州三廳                |
| --------- | --------- | --------------------- | ----------------------- | ----------------------- | --------------------- | --------------------- | --------------------- | ----------------------- | ----------------------- | ----------------------- | --------------------- | ----------------------- |
| 開始 日期 | 開始 日期 | 1895年5月 明治28年5月 | 1895年8月 明治28年8月   | 1895年11月 明治28年11月 | 1896年4月 明治29年4月 | 1897年6月 明治30年6月 | 1898年6月 明治31年6月 | 1901年5月 明治34年5月   | 1901年11月 明治34年11月 | 1909年10月 明治42年10月 | 1920年9月 大正9年9月  | 1926年7月 大正15年7月   |
| 結束 日期 | 結束 日期 | 1895年8月 明治28年8月 | 1895年11月 明治28年11月 | 1896年3月 明治29年3月   | 1897年6月 明治30年6月 | 1898年6月 明治31年6月 | 1901年4月 明治34年4月 | 1901年11月 明治34年11月 | 1909年10月 明治42年10月 | 1920年8月 大正9年8月    | 1926年6月 大正15年6月 | 1945年10月 昭和20年10月 |
| 行 政 區  |           | 臺北縣                | 臺北縣                  | 臺北縣                  | 臺北縣                | 宜蘭廳                | 宜蘭廳                | 宜蘭廳                  | 宜蘭廳                  | 宜蘭廳                  | 臺北州                | 臺北州                  |
| 行 政 區  |           | 臺北縣                | 臺北縣                  | 臺北縣                  | 臺北縣                | 臺北縣                | 臺北縣                | 臺北縣                  | 深坑廳                  | 宜蘭廳                  | 臺北州                | 臺北州                  |
| 行 政 區  | 臺北廳    | 臺北縣                | 臺北縣                  | 臺北縣                  | 臺北縣                | 臺北縣                | 臺北縣                | 臺北縣                  | 深坑廳                  |                         | 臺北州                | 臺北州                  |
| 行 政 區  | 基隆廳    | 臺北縣                | 臺北縣                  | 臺北縣                  | 臺北縣                | 臺北縣                | 臺北縣                | 臺北縣                  |                         |                         | 臺北州                | 臺北州                  |
| 行 政 區  | 臺北廳    | 臺北縣                | 臺北縣                  | 臺北縣                  | 臺北縣                | 臺北縣                | 臺北縣                | 臺北縣                  |                         |                         | 臺北州                | 臺北州                  |
| 行 政 區  |           | 臺北縣                | 臺北縣                  | 臺北縣                  | 臺北縣                | 臺北縣                | 臺北縣                | 臺北縣                  | 桃仔園廳                | 桃園廳                  | 新竹州                | 新竹州                  |
| 行 政 區  | 新竹縣    | 臺北縣                | 臺北縣                  | 臺北縣                  | 臺北縣                |                       | 臺北縣                | 臺北縣                  | 桃仔園廳                | 桃園廳                  | 新竹州                | 新竹州                  |
| 行 政 區  |           | 臺北縣                | 臺北縣                  | 臺北縣                  | 臺北縣                | 新竹廳                | 臺北縣                | 臺北縣                  | 新竹廳                  |                         | 新竹州                | 新竹州                  |
| 行 政 區  |           | 臺灣縣                | 臺灣民政支部            | 臺灣民政支部            | 臺中縣                | 臺中縣                | 臺中縣                | 苗栗廳                  | 新竹廳                  |                         | 新竹州                | 新竹州                  |
| 行 政 區  |           | 臺灣縣                | 臺灣民政支部            | 臺灣民政支部            | 臺中縣                | 臺中縣                | 臺中縣                | 臺中縣                  | 臺中廳                  | 臺中廳                  | 臺中州                | 臺中州                  |
| 行 政 區  | 彰化廳    | 臺灣縣                | 臺灣民政支部            | 臺灣民政支部            | 臺中縣                | 臺中縣                | 臺中縣                | 臺中縣                  |                         | 臺中廳                  | 臺中州                | 臺中州                  |
| 行 政 區  |           | 臺灣縣                | 臺灣民政支部            | 臺灣民政支部            | 臺中縣                | 臺中縣                | 臺中縣                | 臺中縣                  | 南投廳                  | 南投廳                  | 臺中州                | 臺中州                  |
| 行 政 區  |           | 臺灣縣                | 臺灣民政支部            | 臺灣民政支部            | 臺中縣                | 臺中縣                | 臺中縣                | 嘉義縣                  | 斗六廳                  | 南投廳                  | 臺中州                | 臺中州                  |
| 行 政 區  |           | 臺灣縣                | 臺灣民政支部            | 臺灣民政支部            | 臺中縣                | 臺中縣                | 臺中縣                | 嘉義縣                  | 斗六廳                  | 嘉義廳                  | 臺南州                | 臺南州                  |
| 行 政 區  |           | 臺灣縣                | 臺灣民政支部            | 臺南民政支部            | 臺南縣                | 臺南縣                | 臺南縣                | 嘉義縣                  | 嘉義廳                  | 嘉義廳                  | 臺南州                | 臺南州                  |
| 行 政 區  |           | 臺南縣                | 臺南民政支部            | 臺南民政支部            | 臺南縣                | 臺南縣                | 臺南縣                | 嘉義縣                  | 鹽水港廳                | 嘉義廳                  | 臺南州                | 臺南州                  |
| 行 政 區  |           | 臺南縣                | 臺南民政支部            | 臺南民政支部            | 臺南縣                | 臺南縣                | 臺南縣                | 臺南縣                  | 鹽水港廳                | 臺南廳                  | 臺南州                | 臺南州                  |
| 行 政 區  | 臺南廳    | 臺南縣                | 臺南民政支部            | 臺南民政支部            | 臺南縣                | 臺南縣                | 臺南縣                | 臺南縣                  |                         | 臺南廳                  | 臺南州                | 臺南州                  |
| 行 政 區  |           | 臺南縣                | 臺南民政支部            | 臺南民政支部            | 臺南縣                | 臺南縣                | 臺南縣                | 臺南縣                  | 鳳山廳                  | 臺南廳                  | 高雄州                | 高雄州                  |
| 行 政 區  |           | 臺南縣                | 臺南民政支部            | 臺南民政支部            | 臺南縣                | 臺南縣                | 臺南縣                | 臺南縣                  | 蕃薯藔廳                | 阿緱廳                  | 高雄州                | 高雄州                  |
| 行 政 區  | 鳳山縣    | 臺南縣                | 臺南民政支部            | 臺南民政支部            | 臺南縣                | 臺南縣                | 臺南縣                |                         | 蕃薯藔廳                | 阿緱廳                  | 高雄州                | 高雄州                  |
| 行 政 區  | 阿猴廳    | 臺南縣                | 臺南民政支部            | 臺南民政支部            | 臺南縣                | 臺南縣                | 臺南縣                |                         |                         | 阿緱廳                  | 高雄州                | 高雄州                  |
| 行 政 區  |           | 臺南縣                | 臺南民政支部            | 臺南民政支部            | 臺南縣                | 臺南縣                | 恆春廳                | 恆春廳                  |                         | 阿緱廳                  | 高雄州                | 高雄州                  |
| 行 政 區  |           | 臺南縣                | 臺南民政支部            | 臺南民政支部            | 臺南縣                | 臺東廳                | 臺東廳                | 臺東廳                  | 臺東廳                  | 臺東廳                  | 臺東廳                | 臺東廳                  |
| 行 政 區  |           | 臺南縣                | 臺南民政支部            | 臺南民政支部            | 臺南縣                | 臺東廳                | 臺東廳                | 臺東廳                  | 臺東廳                  | 花蓮港廳                | 花蓮港廳              | 花蓮港廳                |
| 行 政 區  |           | 澎湖島廳              | 澎湖島廳                | 澎湖島廳                | 澎湖島廳              | 澎湖廳                | 澎湖廳                | 澎湖廳                  | 澎湖廳                  | 澎湖廳                  | （高雄州）            | 澎湖廳                  |

## 縣制時期（1895–1901）

### 三縣一廳（1895）
日軍在未登陸臺灣之前，即於1895年5月21日公布《臺灣總督府假條例》與《臺灣總督府假條例制定》，提供相關政令的法源。並以6月28日撰寫的《臺灣島地方假官制制定之件》，7月3日的《地方官假官制制定》等公文來劃設地方行政區，最後制定出來的《地方官假官制》以清政府時期的三府一直隸州為基礎，劃分三縣一廳，並在縣之下設有12支廳:156、158：
| 縣、廳   | 支廳                                   | 備註                           | 對應清治時期區劃                         |
| -------- | -------------------------------------- | ------------------------------ | ---------------------------------------- |
| 臺北縣   | 基隆支廳、宜蘭支廳、淡水支廳、新竹支廳 | 1895年6月9日已先設立運作:156。 | 臺北府                                   |
| 臺灣縣   | 彰化支廳、埔里社支廳、雲林支廳、嘉義支廳 | 因抗日運動並未真正運作:158。   | 臺灣府、臺南府嘉義縣                     |
| 臺南縣   | 安平支廳、鳳山支廳、恆春支廳、臺東支廳 | 因抗日運動並未真正運作:158。   | 臺南府安平、鳳山、恆春等三縣與臺東直隸州 |
| 澎湖島廳 | 無                                     | 1895年3月設立澎湖列島行政廳。  | 臺南府澎湖廳                             |

### 一縣二民政支部一廳（1895）
由於抗日勢力難以在短時間內平定，於是日本決定廢止民政改行軍政，於1895年8月6日公布《臺灣總督府條例》（陸達第70號），規定在全臺底定之前，在臺灣總督之下組織軍事官衙，並置參謀長輔佐總督，監督府內各局事務:158。之後總督樺山資紀依據該條例，於8月24日制定《民政支部及出張所規程》，並於8月25日以「民內第125號」通令頒行:158。於是除了保有臺北縣、澎湖島廳外，臺灣縣與臺南縣都被裁撤，改為臺灣、臺南民政支部:158。縣、民政支部底下設支廳或「出張所」:158。
當時的行政區劃如下:158-163：
- 臺北縣：基隆、宜蘭、淡水、新竹等四個支廰。另外縣直轄區設立臺北市、深坑街、士林、枋橋、大嵙崁、三角湧六個出張所，而在臺北市出張所之下又設有大稻埕、艋舺兩個派出所。
- 臺灣民政支部：最初設嘉義、彰化、雲林、苗栗、埔里社五個出張所。11月6日將彰化出張所裁撤，改設鹿港出張所。11月13日，將嘉義出張所改歸臺南民支部管轄。於是最後境內有苗栗、鹿港、雲林、埔里社等四個出張所。
- 臺南民政支部：最初有安平、鳳山、恆春、臺東四個出張所。後來在11月13日將嘉義出張所改劃入臺南民政支部，12月31日又裁撤安平出張所[註 3]。於是最後境內有嘉義、鳳山、恆春、臺東[註 4]等四個出張所。
- 澎湖島廳

### 三縣一廳（1896）
1896年，總督府評估全臺民情趨於穩定，於是決定於3月31日公布相關法令，於4月1日恢復施行民政:164。在這批發布的法令中，《臺灣總督府地方官官制》（勅令第91號）將全臺恢復三縣一廳的規劃，但臺灣縣改為臺中縣:164。這個更名的動作，也正式產生「臺中」這個地名，而「出張所」也全部調整成「支廳」。依照此一官制，縣的首長為「知事」，島廳為「島司」，支廳為「支廳長」，底下另有其他屬官。而後臺灣總督府也以府令第1號（1896年4月28日）公布縣、島廳及支廳的名稱位置，以府令第3號（1896年5月20日）公布管轄區:164、166。
當時的行政區劃如下:164-166：
- 臺北縣：基隆、宜蘭、淡水、新竹等四個支廳。
- 臺中縣：初設苗栗、鹿港、埔里社、雲林等四個支廳。9月14日鹿港支廳改為彰化支廳。
- 臺南縣：嘉義、鳳山、恆春、臺東等四個支廳。
- 澎湖島廳

### 六縣三廳（1897）

僅實施一年的六縣三廳制

桂太郎就任第二任臺灣總督後，因民間仍有相當的抗日勢力，認為三縣一廳下的各行政區空間過於龐大，乃有縮小行政區，改為七縣一廳的規劃:166。但桂太郎在任僅4個多月，該規劃未實施過:167。
日本政府在1897年5月27日以勅令第152號公布新的《臺灣總督府地方官官制》，將三縣一廳改為六縣三廳，同時廢除支廳，改在縣、廳之下設「辨務署」:167。臺灣總督府則於1897年6月10日發布「府令第20號」公告各縣廳位置與管轄區域，並以「府令第21號」公布辨務署名稱位置和管轄區域:167。另外在辨務署之下，有堡、里、鄉、澚，在這之下則是街、庄、社:182。日本政府在1897年5月27日以勅令第157號授權臺灣總督可以設置街、庄、社長，以輔助辨務署長，臺灣總督府則在6月27日以「府令第30號」公布《街庄社長設置規程》，讓各縣知事與廳長來決定街、庄、社長的管轄區域:182。
當時的行政區域如下（僅列出縣廳與辨務署）:167-182：
| 縣廳名 | 對應舊行政區                       | 下轄辨務署 |
| ------ | ---------------------------------- | --- |
| 臺北縣 | 舊臺北縣直轄、基隆支廳、淡水支廳   | 基隆、臺北、士林、景尾、滬尾、新庄、水返腳、頂雙溪、金包里、樹林口、三角湧、桃仔園、中壢等十三個辨務署。         |
| 新竹縣 | 舊臺北縣新竹支廳與舊臺中縣苗栗支廳 | 新竹、北埔（後改設樹杞林）、新埔、頭分、苗栗、苑里、大甲等七個辨務署。                                           |
| 宜蘭廳 | 舊臺北縣宜蘭支廳                   | 頭圍、宜蘭、羅東、利澤簡等四個辨務署。                                                                           |
| 臺中縣 | 舊臺中縣直轄、彰化支廳、埔社支廳   | 臺中、葫蘆墩、犂頭店、牛罵頭、大肚、彰化、和美線、鹿港、二林、北斗、社頭、員林、南投、埔里社、集集等十五個辨務署。 |
| 嘉義縣 | 舊臺南縣嘉義支廳與舊臺中縣雲林支廳 | 蕭壠、六甲、中埔、梅仔坑、打貓、嘉義、店仔口、鹽水港、樸仔腳、斗六、西螺、土庫、北港、林圯埔等十四個辨務署。     |
| 臺南縣 | 舊臺南縣直轄                       | 臺南、關帝廟、灣裡、大目降、噍吧哖、蕃薯藔等六個辨務署。                                                         |
| 鳳山縣 | 舊臺南縣鳳山支廳、恆春支廳         | 鳳山、打狗、阿公店、大湖、內埔、林邊（後改設東港）、萬丹、阿猴、阿里港、恆春、楓港（後改設枋藔）等十一個辨務署。   |
| 臺東廳 | 舊臺南縣臺東支廳                   | 卑南、水尾、奇萊等三個辨務署。                                                                                   |
| 澎湖廳 | 澎湖島廳                           | 媽宮、隘門、小池角、大赤崁、網垵等五個辨務署。                                                                   |

### 三縣三廳（1898）

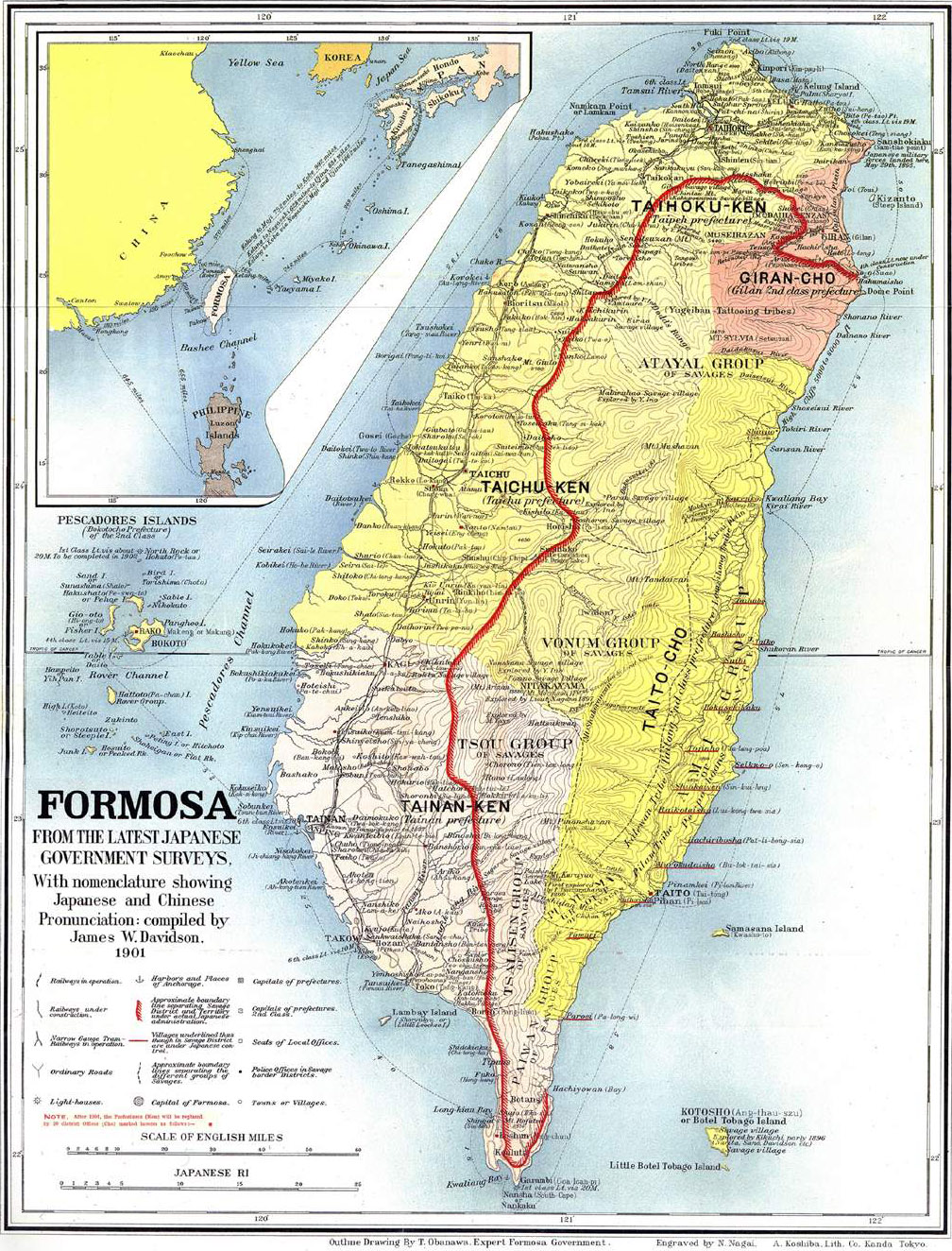
1901年的台灣行政區，包含三縣三廳，其中紅線係當時官方劃定的「漢番交界線」

1898年2月10日，臺灣總督府認為全臺78個辨務署太多，且經費不足，計畫裁併各縣廳辨務署:208。民政局認為臺東廳跟澎湖廳的行政事務較少，打算裁撤底下所有辨務署，連同其他縣廳計畫裁併者，計內定裁撤掉33署:208。但乃木希典上任臺灣總督後，認為光是裁併辨務署不足以革新，計劃將縣廳底下的警察署、撫墾署併入辨務署，將一般行政、蕃地行政、警察行政一元化:208。
日本政府於1898年6月20日公布並施行「勅令第108號」（6月18日制定）修改後的《臺灣總督府地方官官制》，將臺灣的縣改回臺北、臺中、臺南三縣，但三縣的具體轄區則由臺灣總督府在6月28日以「府令第38號」正式公告修改，其中三縣及宜蘭廳底下仍設辨務署，同日並以「府令第39號」公告調整過後的辨務署轄區。但是在臺東廳、澎湖廳辨務署業務則併回廳內辦理。
此一時期的行政區劃如下（列到辨務署、出張所）:209-226：
| 縣廳名 | 對應舊行政區 | 下轄辨務署（1898年6月28日時） |
| ------ | --- | --- |
| 臺北縣 | 舊臺北縣全域、舊新竹縣新埔、新竹、樹杞林、頭份等四個辨務署                                                           | 臺北、三角湧、景尾、桃仔園、滬尾、基隆、水返腳（水邊腳）、頂雙溪、新埔、新竹等十個辦務署。                                       |
| 宜蘭廳 | 照舊 | 宜蘭、羅東等二個辦務署。 |
| 臺中縣 | 舊臺中縣全域、舊新竹縣苗栗、苑里、大甲等三個辨務署、舊嘉義縣西螺、土庫、北港、斗六、林杞埔、梅仔坑（部分）等六個辨務署 | 臺中、南投、梧棲港、彰化、鹿港、北斗、員林、埔里社、斗六、北港、大甲、苗栗等十二個辦務署。                                       |
| 臺南縣 | 舊臺南縣全域、舊鳳山縣全域、舊嘉義縣梅仔坑（部分）、打貓、嘉義、樸仔腳、中埔、店仔口、鹽水港、六甲、蕭壟等九個辨務署 | 臺南、大目降（大穆降）、蕃薯藔、鳳山、阿公店、阿猴、潮州庄、東港、恆春、蔴豆、店仔口、嘉義、打猫、鹽水港、樸仔腳等十五個辦務署。 |
| 臺東廳 | 照舊 | 1898年8月16日設花蓮港出張所，1900年5月3日增設卑南、成廣澳、璞石閣三個出張所。                                                    |
| 澎湖廳 | 照舊 | 1898年7月1日設隘門、小池角、大赤崁、網垵等四個出張所，12月13日再增設媽宮出張所。                                                 |

### 三縣四廳（1901）
1901年5月1日，臺灣總督府以「府令第25號」、「府令第26號」更改縣廳位置與管轄區域，將臺南縣底下的恆春辨務署轄區及潮州庄辨務署管轄的「嘉禾里」獨立為「恆春廳」，於是全臺變成「三縣四廳」:226。之後在5月25日以「府令第31號」公布恆春廳底下的出張所與管轄區域:226。
| 縣、廳 | 辨務署、出張所 | 辨務署、出張所                                                                                         |
| ------ | -------------- | --- |
| 臺北縣 | 10辨務署       | 基隆、臺北、深坑、滬尾、水返腳、頂雙溪、三角湧、桃仔園、新竹、新埔                                     |
| 臺中縣 | 12辨務署       | 苗栗、大甲、台中、梧棲港、彰化、鹿港、北斗、員林、南投、埔里社、斗六、北港                             |
| 臺南縣 | 15辨務署       | 嘉義、打貓、鹽水港、樸仔腳、台南、大目降、店仔口、麻豆、番薯藔、鳳山、阿公店、阿猴、潮州庄、東港、恆春 |
| 宜蘭廳 | 8出張所        | 頭圍、礁溪、宜蘭、羅東、利澤簡、東港、叭哩沙、蘇澳                                                     |
| 臺東廳 | 5出張所        | 卑南、巴塱衛（1901年6月19日增設）、成廣澳、璞石閣、花蓮港                                              |
| 澎湖廳 | 5出張所        | 媽宮、隘門、小池角、大赤崁、網垵                                                                       |
| 恆春廳 | 3出張所        | 恆春、枋山、蚊蟀                                                                                       |

## 廳制時期（1901–1920）

### 二十廳（1901）

1901年二十廳行政區劃圖。（至1909年間仍有更動，如蕃地等）

總督府認為原有總督府、縣或廳、辦務署或出張所之三級制，造成行政事務上的欠缺靈活，而打算廢除縣與辨務署，實施「總督府─廳」的二級制:227。
1901年11月9日制定、11月11日公布的「勅令第202號」《臺灣總督府地方官官制》，將原有的三縣三廳改制為「二十廳」:227。臺灣總督府隨之在11月11日以「府令第66號」公布廳的位置與管轄區域:227。
此次改制加重廳級的裁量權，總共有20個廳；廳下廢辦務署或出張所而改設「支廳」，廳治所在地不另設支廳稱為廳直隸；同時配合警務與保甲，設立「區」作為下級行政輔助機構，輔助統領區內自古以來便有的各「街庄社鄉」，構成「總督府、廰、支廰、區、街庄」的行政體系，而台灣人職位最高曾擔任廳的參事。 
| 廳名            | 下轄支廳 | 下轄支廳                                                                        | 對應舊行政區               | 對應舊行政區 |
| --------------- | -------- | ------------------------------------------------------------------------------- | -------------------------- | ------------ |
| 宜蘭廳          | 3        | 頭圍、羅東、叭哩沙                                                              | 照舊                       | 照舊         |
| 臺北廳          | 6        | 士林、錫口、新庄、枋橋、滬尾、小基隆                                            | 滬尾辨務署、臺北辨務署     | 臺北縣       |
| 基隆廳          | 4        | 金包里、水返腳、瑞芳、頂雙溪                                                    | 基隆辨務署                 | 臺北縣       |
| 深坑廳          | 2        | 景尾（後改設新店）、坪林尾                                                      | 深坑辨務署                 | 臺北縣       |
| 桃仔園廳→桃園廳 | 6        | 大嵙崁、三角湧、大坵園、楊梅壢、咸菜硼、中壢                                    | 桃仔園辨務署、大嵙崁辨務署 | 臺北縣       |
| 新竹廳          | 5        | 新埔、樹杞林、北埔、頭份、南庄                                                  | 新竹辨務署                 | 臺北縣       |
| 苗栗廳          | 5        | 大湖、三叉河、後龍、通霄、大甲                                                  | 苗栗辨務署                 | 臺中縣       |
| 臺中廳          | 5        | 東勢角、塗葛堀、牛罵頭、社口、葫蘆墩                                            | 臺中辨務署                 | 臺中縣       |
| 彰化廳          | 7→4      | 初設：北斗、鹿港、溪湖、員林、二林、蕃挖、田中央 後改設：北斗、鹿港、員林、二林 | 彰化辨務署、北斗辨務署     | 臺中縣       |
| 南投廳          | 3        | 埔社、草鞋墩、集集                                                              | 南投辨務署                 | 臺中縣       |
| 斗六廳          | 6        | 林圯埔、土庫、西螺、北港、下湖口、崙背                                          | 斗六辨務署、北港辨務署     | 臺中縣       |
| 嘉義廳          | 6        | 樸仔腳、東石港、新港（後改設竹頭崎）、打貓、中埔、後大埔                        | 嘉義辨務署                 | 臺南縣       |
| 鹽水港廳        | 7        | 店仔口、前大埔、北門嶼、麻豆、六甲、蕭壟、新營庄（後改設布袋嘴）                | 鹽水港辨務署、麻荳辨務署   | 臺南縣       |
| 臺南廳          | 6→5      | 安平、車路墘（後廢止）、大目降、灣裡、關帝廟、噍吧年                            | 臺南辨務署、大目降辨務署   | 臺南縣       |
| 蕃薯藔廳        | 1        | 初設山杉林支廳，後改為阿里關支廳                                                | 蕃薯藔辨務署               | 臺南縣       |
| 鳳山廳          | 3        | 打狗、楠仔坑（後改名楠梓坑）、阿公店                                            | 鳳山辨務署                 | 臺南縣       |
| 阿猴廳→阿緱廳   | 6→4      | 阿里港、內埔（後廢止）、萬丹（後廢止）、東港、潮州庄、枋藔                      | 阿猴辨務署、東港辨務署     | 臺南縣       |
| 恆春廳          | 2        | 枋山、蚊蟀                                                                      | 照舊                       | 照舊         |
| 臺東廳          | 4        | 花蓮港、璞石閣、成廣澳、巴塱衛                                                  | 照舊                       | 照舊         |
| 澎湖廳          | 3        | 大赤崁、小池角、網垵                                                            | 照舊                       | 照舊         |

#### 街庄社整併
台灣總督府自1898年開始執行「土地調查事業」，主要以釐訂村落土地範圍，並直到1905年才結束西台灣的土地調查。各廳在土地調查完成後，陸續整併其管內的街庄社，各廳的街庄社數量在整併後的數量如下：
| 廳       | 街  | 庄    | 社  | 鄉 | 總計  |
| -------- | --- | ----- | --- | -- | ----- |
| 臺北廳   | 140 | 175   |     |    | 315   |
| 基隆廳   | 3   | 91    |     |    | 94    |
| 宜蘭廳   | 3   | 134   |     |    | 137   |
| 深坑廳   | 1   | 40    |     |    | 41    |
| 桃園廳   | 3   | 216   |     |    | 219   |
| 新竹廳   | 4   | 183   |     |    | 187   |
| 苗栗廳   | 3   | 164   |     |    | 167   |
| 臺中廳   | 8   | 178   | 1   |    | 187   |
| 彰化廳   | 4   | 227   |     |    | 231   |
| 南投廳   | 4   | 89    |     |    | 93    |
| 斗六廳   | 4   | 227   |     |    | 231   |
| 嘉義廳   | 6   | 229   |     |    | 235   |
| 鹽水港廳 | 3   | 218   |     |    | 221   |
| 臺南廳   | 5   | 126   | 2   |    | 133   |
| 蕃薯藔廳 | 1   | 38    |     |    | 39    |
| 鳳山廳   | 5   | 178   |     |    | 183   |
| 阿緱廳   | 3   | 120   |     |    | 123   |
| 恆春廳   | 1   | 31    |     |    | 32    |
| 臺東廳   | 5   | 68    | 117 |    | 190   |
| 澎湖廳   | 1   |       |     | 72 | 73    |
| 合計     | 207 | 2,732 | 120 | 72 | 3,131 |

### 十二廳（1909）

1909年整併為十二廳時的行政區劃圖。（至1920年間仍有更動，如蕃地、花東兩廳等）

1909年10月25日，全台二十廳裁併為十二廳，即將原台北廳、基隆廳及深坑廳的一部分合併為台北廳；將原宜蘭廳及深坑廳的另一部分合併為宜蘭廳；將原新竹廳及苗栗廳的一部分合併為新竹廳；將原台中廳、彰化廳及苗栗廳的另一部分合併為台中廳；將原斗六廳、嘉義廳原鹽水港廳的一部分合併為嘉義廳；將原台南廳、鳳山廳及鹽水港廳的另一部分合併為台南廳；將原蕃薯寮廳、阿緱廳及恆春廳合併為阿緱廳；將原台東廳拆分出花蓮港廳；桃園廳、南投廳及澎湖廳三廳不變。本次異動遭裁撤的有基隆廳、深坑廳、苗栗廳、彰化廳、斗六廳、鹽水港廳、蕃薯寮廳、鳳山廳與恆春廳等九廳，新設花蓮港廳一廳。同年12月，將區由下級行政輔助機構正式改為下級行政官署，合併之前數個庄、街、社為一區，並設立區長。
| 廳名     | 下轄支廳（1920年） | 下轄支廳（1920年）                                                                 | 對應舊行政區                     | 對應舊行政區             |
| -------- | ------------------ | ---------------------------------------------------------------------------------- | -------------------------------- | ------------------------ |
| 宜蘭廳   | 5                  | 頭圍、羅東、叭哩沙、坪林尾、南澳                                                   | 宜蘭廳                           | 宜蘭廳                   |
| 宜蘭廳   | 5                  | 頭圍、羅東、叭哩沙、坪林尾、南澳                                                   | 坪林尾支廰                       | 深坑廳                   |
| 臺北廳   | 11                 | 錫口、枋橋、新庄、士林、淡水、金包里、水返腳、基隆、頂雙溪、深坑、新店             | 廳直轄區域、其他支廰             | 深坑廳                   |
| 臺北廳   | 11                 | 錫口、枋橋、新庄、士林、淡水、金包里、水返腳、基隆、頂雙溪、深坑、新店             | 臺北廳、基隆廳                   |                          |
| 桃園廳   | 6                  | 大嵙崁、三角湧、楊梅壢、鹹菜硼、中壢、高崗                                         | 照舊                             | 照舊                     |
| 新竹廳   | 9                  | 北埔、樹杞林、新埔、頭份、南庄、苗栗、後龍、通霄、大湖                             | 新竹廳                           | 新竹廳                   |
| 新竹廳   | 9                  | 北埔、樹杞林、新埔、頭份、南庄、苗栗、後龍、通霄、大湖                             | 廳直轄區域、其他支廰             | 苗栗廳                   |
| 臺中廳   | 9                  | 東勢角、葫蘆墩、大甲、沙轆、彰化、鹿港、員林、北斗、二林                           | 大甲支廳                         | 苗栗廳                   |
| 臺中廳   | 9                  | 東勢角、葫蘆墩、大甲、沙轆、彰化、鹿港、員林、北斗、二林                           | 臺中廳、彰化廳                   |                          |
| 南投廳   | 5                  | 埔里社、草鞋墩、集集、林圯埔、霧社                                                 | 南投廳                           | 南投廳                   |
| 南投廳   | 5                  | 埔里社、草鞋墩、集集、林圯埔、霧社                                                 | 林圯埔支廳                       | 斗六廳                   |
| 嘉義廳   | 11                 | 土庫、斗六、西螺、北港、中埔、竹頭崎、打貓、樸仔腳、東石港、鹽水港、店仔口         | 廳直轄區域、其他支廰             | 斗六廳                   |
| 嘉義廳   | 11                 | 土庫、斗六、西螺、北港、中埔、竹頭崎、打貓、樸仔腳、東石港、鹽水港、店仔口         | 嘉義廳                           |                          |
| 嘉義廳   | 11                 | 土庫、斗六、西螺、北港、中埔、竹頭崎、打貓、樸仔腳、東石港、鹽水港、店仔口         | 廳直轄區域、其他支廰             | 鹽水港廳                 |
| 臺南廳   | 12                 | 灣裡、麻豆、蕭壠、北門嶼、六甲、噍吧哖、大目降、關帝廟、阿公店、楠梓坑、打狗、鳳山 | 北門嶼、麻豆、六甲、蕭壟等四支廳 | 鹽水港廳                 |
| 臺南廳   | 12                 | 灣裡、麻豆、蕭壠、北門嶼、六甲、噍吧哖、大目降、關帝廟、阿公店、楠梓坑、打狗、鳳山 | 臺南廳、鳳山廳                   |                          |
| 阿緱廳   | 9                  | 阿里港、甲仙埔、六龜里、蕃薯藔、潮州、東港、枋藔、枋山、恆春                       | 阿猴廳、蕃薯藔廳、恆春廳         | 阿猴廳、蕃薯藔廳、恆春廳 |
| 臺東廳   | 4                  | 成廣澳、里壠、巴塱衛、太麻里                                                       | 廳直轄區域、其他支廰             | 臺東廳                   |
| 花蓮港廳 | 4                  | 鳳林、玉里、新城支廳、內太魯閣                                                     | 花蓮港支廳、璞石閣支廳           | 臺東廳                   |
| 澎湖廳   | 1                  | 網垵支廳                                                                           | 照舊                             | 照舊                     |

## 州制時期（1920–1945）

五州三廳時期之臺灣行政區圖

五州三廳時期之臺灣行政區圖
市 (shi, chhī)
郡 (gun, kūn)
支廳 (shichō, chi-thiaⁿ)

### 五州二廳（1920）
1920年（大正9年）7月，臺灣總督府公布《臺灣州制》（律令第3號）、《臺灣市制》（律令第5號）、《臺灣街庄制》（律令第6號），將二十廳改為五州二廳，並改正地方制度，規定州、市、街庄不僅是行政區劃，也是地方公共團體。此制度於10月1日施行，將台灣西部十個廳改制為五個州（臺北州、新竹州、臺中州、臺南州、高雄州）；五州之下轄3市47郡，市、郡同級；47郡之下轄263街庄（規模約等同於今日的鄉鎮市）。東部則仍行舊制，仍為花蓮港廳、臺東廳兩廳，二廳之下轄6支廳，共2街18區，並沒有像西部改為郡、街庄。

### 五州三廳（1926）
1926年（昭和元年）7月，高雄州澎湖郡升格、恢復廳制設澎湖廳，並於廳下設二支廳管轄原郡下街庄。1937年（昭和12年），台灣總督府公布《臺灣廳制》（律令第16號），花蓮港廳、臺東廳兩廳施行街庄制，改支廳為郡、改區為庄。終戰當時，五州三廳之下轄11市51郡2支廳，全郡、支廳之下轄67街264庄。
第二次世界大戰期間日本佔領南沙群島並更名為「新南群島」，1939年（昭和14年）3月劃歸高雄州高雄市管轄。戰後廣泛流傳的謬誤，多稱此應為歷史上第一次將東沙群島、西沙群島和南沙群島納入行政體系。但是，根據昭和14年（1939年）3月30日之台灣總督府令第31號和台灣總督府告示第122號，新南群島定義之範圍為北緯7度以北、北緯12度以南、東經111度30分以東、東經117度以西之區域。換言之，新南群島僅限於今南沙群島之一部，不包括東沙、西沙群島，東沙、西沙群島屬於日本軍事佔領，不在高雄市行政管轄之下。
| 名稱     | 名稱             | 名稱      | 行政區數（終戰前） | 行政區數（終戰前） | 行政區數（終戰前） | 行政區數（終戰前） | 行政區數（終戰前） | 行政區數（終戰前） | 面積 （km²） | 人口 （1941） | 備註                   |
| 漢字     | 平假名           | 羅馬字    | 市                 | 郡                 | 支廳               | 街                 | 庄                 | 蕃地內蕃社         | 面積 （km²） | 人口 （1941） | 備註                   |
| -------- | ---------------- | --------- | ------------------ | ------------------ | ------------------ | ------------------ | ------------------ | ------------------ | ------------ | ------------- | ---------------------- |
| 臺北州   | たいほくしゅう   | Taihoku   | 3                  | 9                  | －                 | 12                 | 25                 | 61                 | 4,594.2371   | 1,140,530     |                        |
| 新竹州   | しんちくしゅう   | Shinchiku | 1                  | 8                  | －                 | 11                 | 29                 | 92                 | 4,570.0146   | 783,416       |                        |
| 臺中州   | たいちゅうしゅう | Taichū    | 2                  | 11                 | －                 | 18                 | 39                 | 80                 | 7,382.9426   | 1,303,709     |                        |
| 臺南州   | たいなんしゅう   | Tainan    | 2                  | 10                 | －                 | 15                 | 50                 | 17                 | 5,421.4627   | 1,487,999     |                        |
| 高雄州   | たかをしゅう     | Takao     | 2                  | 7                  | －                 | 7                  | 34                 | 114                | 5,721.8672   | 857,214       | 1939年新南群島編入     |
| 花蓮港廳 | かれんこうちょう | Karenkō   | 1                  | 3                  | －                 | 2                  | 6                  | 80                 | 4,628.5713   | 147,744       |                        |
| 臺東廳   | たいとうちょう   | Taitō     | －                 | 3                  | －                 | 1                  | 9                  | 127                | 3,515.2528   | 86,852        |                        |
| 澎湖廳   | ほうこちょう     | Hōko      | －                 | －                 | 2                  | 1                  | 5                  | －                 | 126.8642     | 64,620        | 1926年自高雄州獨立設廳 |
| 總計     | 總計             | 總計      | 11                 | 51                 | 2                  | 67                 | 197                | 571                | 35,961.2125  | 5,872,084     |                        |

### 街庄社名改正與大小字
1920年（大正9年）8月公告之府令第四十八號（同年10月1日實行）中，修改了台灣各轄區內地名，將堡里廢除，刪去街庄社名中的「街」「庄」、台東及花蓮港廳下的「社」與澎湖廳下的「鄉」（若原街庄名加上街或庄後只有兩個字，則不刪去），將其改為地方公共團體之下的大字，原街庄下的土名則改為大字下的小字；並將地名中的「仔」改為「子」、「藔」改為「寮」、「份」改為「分」、「陂」改為「坡」、「什」改為「十」、「墩」改為「屯」、「澚」改為「澳」、「崗」改為「岡」、「坵」改為「丘」、「蔴」改為「麻」、「佃」改為「田」。許多的地名亦於改制為州廳制時修改，如水返腳→汐止、錫口→松山、叭哩沙→三星、枋橋→板橋、三角湧→三峽、咸菜硼→關西、安平鎮→平鎮、楊梅壢→楊梅、大嵙崁→大溪、樹杞林→竹東、草山→寶山、蕃社→通霄、阿罩霧→霧峰、三十張犁→北屯、太平→大平、葫蘆墩→豐原、牛罵頭→清水、茄投→龍井、茄苳腳→花壇、關帝廳→永靖、番挖→沙山、草鞋墩→草屯、湳仔→名間、塗庫→仁德、大目降→新化、噍吧哖→玉井、直加弄→安定、蕭壠→佳里、店仔口→白河、打貓→民雄、梅仔坑→小梅、他里霧→斗南、樸仔腳→朴子、打狗→高雄、蕃薯藔→旗山、彌濃→美濃、阿緱→屏東、蚊蟀→滿州、媽宮→馬公等。
在各州轄市之市區除了大字、小字外，也有經町名改正後則改設的「町」和「丁目」。此外亦有與大字、小字平行的保甲制度。1935年後，各市之下，又陸續設立非行政用的區來統合保甲。另外在也首次將山地原住民族地區納入管理，在郡下設立蕃地管理原住民族部落稱為「社」，注意此處之社為1920年（大正9年）後新編為行政區，主要以日語片假名命名，與原有改為大字的社不同。例如牡丹社事件之牡丹社在此時寫作。
| 第一級                          | 第二級                             | 第三級          | 第四級           | 第五級           |
| ------------------------------- | ---------------------------------- | --------------- | ---------------- | ---------------- |
| 州（しゅう）(5) 廳（ちょう）(3) | 市（し）(11)                       | 市（し）(11)    | 町（ちょう）     | 丁目（ちょうめ） |
| 州（しゅう）(5) 廳（ちょう）(3) | 市（し）(11)                       | 市（し）(11)    | 大字（おおあざ） | 小字（こあざ）   |
| 州（しゅう）(5) 廳（ちょう）(3) | 郡（ぐん）(51) 支廳（しちょう）(2) | 街（がい）(68)  | 大字（おおあざ） | 小字（こあざ）   |
| 州（しゅう）(5) 廳（ちょう）(3) | 郡（ぐん）(51) 支廳（しちょう）(2) | （しょう）(197) | 大字（おおあざ） | 小字（こあざ）   |
| 州（しゅう）(5) 廳（ちょう）(3) | 郡（ぐん）(51) 支廳（しちょう）(2) | 蕃地（ばんち）  | 大字（おおあざ） | 小字（こあざ）   |
| 州（しゅう）(5) 廳（ちょう）(3) | 郡（ぐん）(51) 支廳（しちょう）(2) | 社（しゃ）(571) |                  |                  |

## 戰後的改制

1949年臺灣省重劃前的行政區劃圖

二次世界大戰以後中華民國設置臺灣省，對行政區做出體制上的調整，1950年前整體上來說行政區範圍並未做出太大的變革，1950年才對縣市級行政區劃做重劃，並對一些面積較大的鄉鎮做切割。
| 戰前 | 戰前   | 戰後   | 戰後 |
| ---- | ------ | ------ | ---- |
| 一級 | 州     | 縣     | 一級 |
| 一級 | 廳     | 縣     | 一級 |
| 二級 | 市     | 省轄市 | 一級 |
| 二級 | 市     | 縣轄市 | 二級 |
| 二級 | 郡     | 縣轄區 | 二級 |
| 二級 | 支廳   | 縣轄區 | 二級 |
| 三級 | 區     | 市轄區 | 三級 |
| 三級 | 街     | 鎮     | 三級 |
| 三級 | 庄     | 鄉     | 三級 |
| 三級 | 蕃地   | 鄉     | 三級 |
| 三級 | 山地鄉 |        | 三級 |
| 四級 | 保     | 村     | 四級 |
| 四級 | 保     |        | 四級 |
| 五級 | 甲     | 鄰     | 五級 |

| 名稱     | 改制後之行政區                           | 現今之行政區                   |
| -------- | ---------------------------------------- | ------------------------------ |
| 臺北州   | 臺北市、基隆市、臺北縣（有縣轄市宜蘭市） | 臺北市、新北市、基隆市、宜蘭縣 |
| 新竹州   | 新竹市、新竹縣                           | 桃園市、新竹市、新竹縣、苗栗縣 |
| 臺中州   | 臺中市、彰化市、臺中縣                   | 臺中市、彰化縣、南投縣         |
| 臺南州   | 臺南市、嘉義市、臺南縣                   | 臺南市、嘉義市、嘉義縣、雲林縣 |
| 高雄州   | 高雄市、屏東市、高雄縣                   | 高雄市、屏東縣                 |
| 花蓮港廳 | 花蓮縣（有縣轄市花蓮市）                 | 花蓮縣                         |
| 臺東廳   | 臺東縣                                   | 臺東縣                         |
| 澎湖廳   | 澎湖縣                                   | 澎湖縣                         |

- 日治時期的郡是具有自治能力的行政區劃（支廳則不具自治能力），但改制後的縣轄區則無自治能力，僅為縣的派出機關。
  - 由於縣轄區為派出機關，因此包含縣治的郡、支廳改制為縣轄區後，不久旋即廢除，下轄鄉鎮直接受縣直轄；其他縣轄區於戰後至1950年地方自治期間陸續廢除，改為縣直轄。
  - 蕃地原下轄於郡，戰後將蕃地切分改制成多個山地鄉
    - 但有部分蕃地面積過小而沒有改制為山地鄉，而是併入普通鄉鎮，如竹南郡蕃地併入竹南區南鄉。
    - 1949年縣下各縣轄區所轄的山地鄉獨立增設一個縣轄區管制（高雄縣則劃有兩個，臺南縣因蕃地改制後只有吳鳳鄉一鄉，因而沒設），1951年廢止。
- 由於中華民國之省轄市規模與標準較日治時期的州廳轄市高，因此改制時不少原州轄市併入周圍鄉鎮以達規模要求。
  - 但原宜蘭市、花蓮港市則規模相差太大，但降格為鎮又恐引民怨，因此特別在臺灣省地區設立縣轄市作為過渡，與縣轄區同級
  - 雖設立縣轄市，但多數原州轄市仍改制為省轄市，臺灣省因而成為當時中華民國所有省份中，省轄市最多者；然多數規模仍不足，1950年其中四市被拆解降格為縣轄市
- 各省轄市內另循原日治時代的區編組區。
- 另外更基層之行政區則依保、甲改制為村、鄰，原大字、小字則改為僅作地籍用途的地段